# Manuel Moyano (político)
Manuel Moyano (Buenos Aires, 2 de junio de 1863 - íd., 24 de abril de 1932) fue un abogado y político argentino, que ejerció como ministro de Obras Públicas de su país entre 1914 y 1916.

## Carrera
Recibido de abogado en la Universidad de Buenos Aires, ejerció como director del Banco Hipotecario en 1894, y posteriormente fue abogado y director del Ferrocarril del Sur en los primeros años del siglo XX.
Fue nombrado ministro de Obras Públicas en febrero de 1914 por el presidente Victorino de la Plaza. Su gestión se destacó por detener gran cantidad de inversiones, en parte por las limitaciones financieras que imponía la Primera Guerra Mundial, pero también en favor de las empresas extranjeras, en particular los ferrocarriles de capital británico. Especialmente conocida resultó su influencia en la interrupción del ramal que debía llegar a San Carlos de Bariloche.
Fue también director de los  Cursos de Cultura Católica en Buenos Aires.
Falleció en Buenos Aires en 1932.